# 程学源
程学源（1965年2月—），广东河源人，中华人民共和国外交官，曾任中华人民共和国驻斯里兰卡民主社会主义共和国大使，现任中华全国归国华侨联合会副主席。中山大学文学学士、管理学硕士。2023年3月，以2586票赞成、201票反对、152票弃权当选第十四届全国人大常委会委员。